# Trägerdampfdestillation
Die Trägerdampfdestillation ist wie die Vakuumdestillation eine Methode der chemischen Verfahrenstechnik, Flüssigkeiten schonender zu destillieren. Bei der Trägerdampfdestillation wird die Addition von Dampfdrücken von miteinander nicht mischbaren Flüssigkeiten ausgenutzt. Durch die Addition der Dampfdrücke kommt es zu einer Verminderung des Siedepunkts. Dadurch kann eine niedriger siedende Hilfskomponente der schonend zu destillierenden Flüssigkeit zugesetzt werden, um diese dann bei einer wesentlich niedrigeren Temperatur sieden zu lassen. Das Stoffmengenverhältnis der beiden Komponenten ist in der Dampfphase und somit auch im Kondensat proportional zu den Dampfdrücken der Einzelkomponenten bei der Siedetemperatur. Das Kondensat besteht dann aus zwei Phasen, welche einfach getrennt werden können. 
Die bekannteste Trägerdampfdestillation ist die Wasserdampfdestillation. Bei der Wasserdampfdestillation wird meist keine Extraheizung des Destillationskolbens benötigt, da die enorme spezifische Wärme und die noch höhere Verdampfungsenthalpie des Wassers die zu destillierende Flüssigkeit schnell aufheizt.